# Iguana del desert
La iguana de desert (Dipsosaurus dorsalis) és una espècie de sauròpsid (rèptil) escatós de la família dels iguànids. És comuna als deserts de Sonora i Mojave, en el sud-oest dels Estats Units i el nord-oest de Mèxic. També habiten a diverses illes del Golf de Califòrnia.